# Полазе
Полазе (пол. Połazie) — село в Польщі, у гміні Лів Венґровського повіту Мазовецького воєводства.
Населення — 188 осіб (2011).
У 1975-1998 роках село належало до Седлецького воєводства.

## Демографія
Демографічна структура станом на 31 березня 2011 року:
|          | Загалом | Допрацездатний вік | Працездатний вік | Постпрацездатний вік |
| -------- | ------- | ------------------ | ---------------- | -------------------- |
| Чоловіки | 101     | 21                 | 64               | 16                   |
| Жінки    | 87      | 14                 | 48               | 25                   |
| Разом    | 188     | 35                 | 112              | 41                   |